# Pähkla
Koordinaten: 58° 19′ N, 22° 28′ O

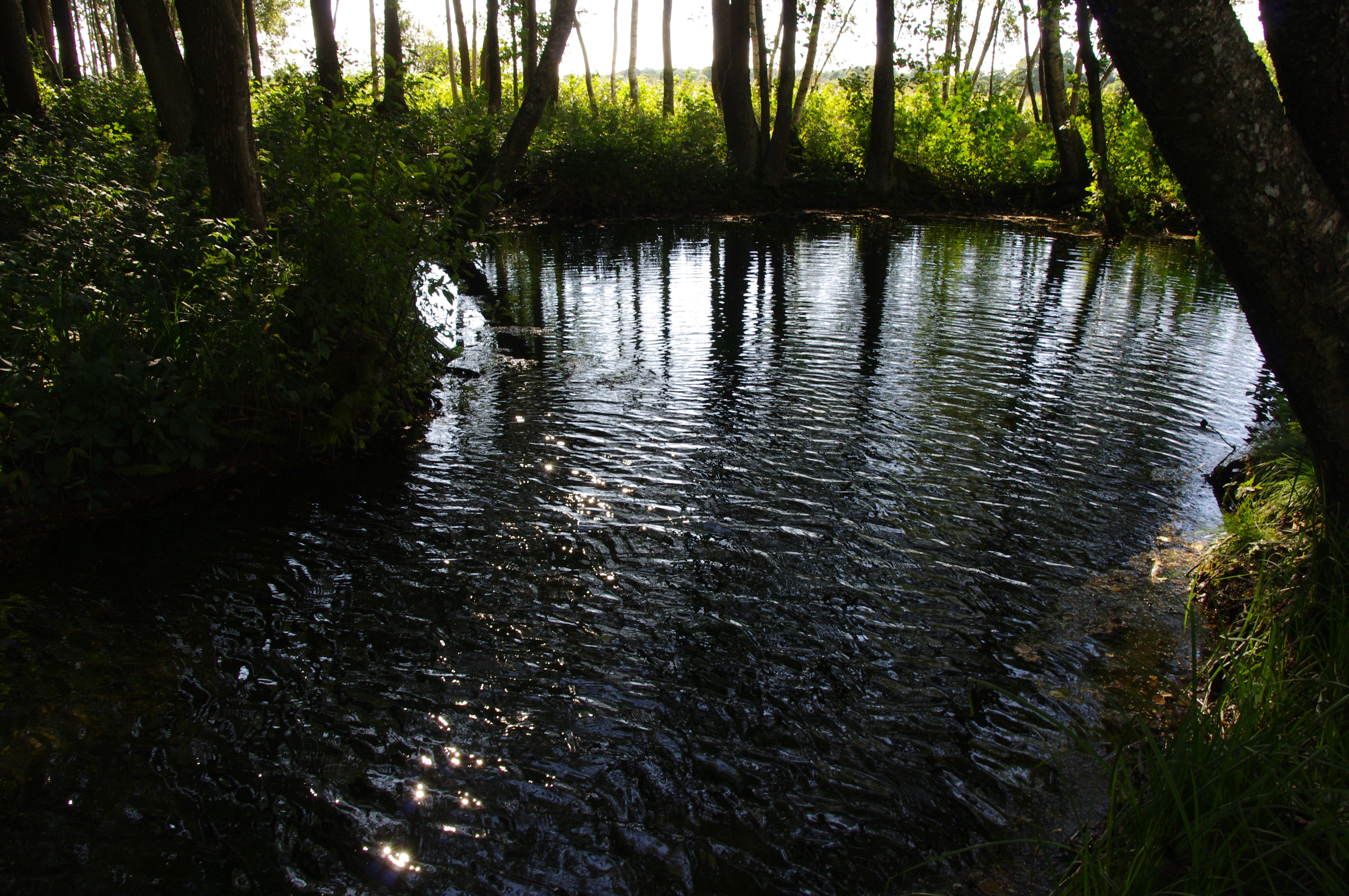
„Opferquelle“ im Wald von Pähkla

Pähkla (deutsch Pechel) ist ein Dorf (estnisch küla) auf der größten estnischen Insel Saaremaa. Es gehört zur Landgemeinde Saaremaa (bis 2017: Landgemeinde Lääne-Saare) im Kreis Saare.

## Einwohnerschaft und Lage
Das Dorf hat 158 Einwohner (Stand 1. Januar 2016). Seine Fläche beträgt 9,66 km².
Der Ort liegt sechs Kilometer nördlich der Inselhauptstadt Kuressaare. Südöstlich des Dorfkerns befindet sich am Westufer des Flusses Pähkla jõgi eine alte Opferquelle.

## Geschichte
Pähkla wurde erstmals 1453 unter dem Namen Pechgell urkundlich erwähnt. Im Jahre 1493 wurde der Hof Pechel mit dem Dorf und der Mühle Pehkla an einen gewissen Clawes Wedberch verlehnt. 1504 ging der Hof an die adlige deutschbaltische Familie Vietinghof über, der er bis 1608 gehörte.